# Studiekring Technische Informatie & Communicatie
De Studiekring Technische Informatie en Communicatie (STIC) is een Nederlandse beroepsvereniging van specialisten op het gebied van technische communicatie.
STIC omvat professionals uit verschillende vakgebieden zoals schriftelijke communicatie, visuele communicatie, information design, interaction design, multimedia, onderwijskunde en marketing.
STIC biedt een platform voor contacten tussen de beoefenaars van het vakgebied en treedt op als spreekbuis van de technische communicatie ten opzichte van bedrijfsleven, onderwijsinstellingen en overheid in Nederland.
Voor de professionalisering van haar vakgebied organiseert STIC jaarlijkse conferenties en congressen.
Internationale zusterverenigingen:
- Tekom - Gesellschaft für technische Kommunikation e.V. (Duitsland)
- TECOM Schweiz - der schweizerischen Gesellschaft für Technische Kommunikation (Zwitserland)
- ISTC - Institute of Scientific and Technical Communicators (Groot-Brittannië)
- STD - Suomen tekniset dokumentoijat ry (Finland)
- STC - Society for Technical Communication (Verenigde Staten)
- IEEE PCS - Professional Communication Society of the IEEE (Verenigde Staten)